# Blacus setosifrons
Blacus setosifrons är en stekelart som beskrevs av Van Achterberg 1988. Blacus setosifrons ingår i släktet Blacus och familjen bracksteklar. Inga underarter finns listade.